# Encyclia dichroma
Encyclia dichroma là một loài thực vật có hoa trong họ Lan. Loài này được (Lindl.) Schltr. mô tả khoa học đầu tiên năm 1914.

## Hình ảnh

- Tập tin:Encyclia dichroma (as Epidendrum dichromum var. biflorum) - Encyclia osmantha (as Epidendrum osmanthum) Fl.Br.3-5-019.jpg